# 臺北市士林區士東國民小學
25°06′46″N 121°31′39″E / 25.112845°N 121.527380°E
臺北市士林區士東國民小學（簡稱士東國小）是位於臺北市士林區中山北路六段392號的國民小學。

## 校史
1940年4月1日創建士林公學校三角埔分教場，1941年3月31日獨立為士林東公學校，隔日4月1日改制為士林東國民學校，地址為臺北州七星郡士林街湳雅字湳雅37-1番地，校長為日本人。1945年10月25日(臺灣光復)後，劉禮榕為戰後首任校長。1946年2月1日，校名改為臺北縣士林鎮士東國民學校。1949年8月26日，學校改隸草山管理局。1953年4月，草山管理局改名為陽明山管理局。1968年9月1日，因實施九年國民教育而改制為士東國民小學。1974年，北投區及士林區改由臺北市政府管轄，學校改隸臺北市政府。

## 校歌
作詞：陸清培 作曲：劉陽輝
滿園青山晨光裡 ，倚廊椰葉舞春風。
朗朗書聲隱花底 ，悠揚琴韻出蒼松。
真誠、善良健美，敦品修身力行中。
知識豐富懷大志，奮鬥自強不盲從。
我愛士東、豪氣貫長空，
我愛士東、活潑作英雄。

## 歷任校長
| 光復前任數 | 姓名   |
| ---------- | ------ |
| 第一任     |        |
| 光復後任數 | 姓名   |
| 第一任     | 劉禮榕 |
| 第二任     | 潘阿鹿 |
| 第三任     | 何振添 |
| 第四任     | 林金能 |
| 第五任     | 李榮華 |
| 第六任     | 陸清培 |
| 第七任     | 謝竹昌 |
| 第八任     | 黃濟德 |
| 第九任     | 許元耀 |
| 第十任     | 歐陽琥 |
| 第十一任   | 田英輝 |
| 第十二任   | 蕭玉香 |
| 第十三任   | 連寬寬 |
| 第十四任   | 林玫伶 |
| 第十五任   | 連世驊 |
| 第十六任   | 張正霖 |